# 3-Stunden-Rennen von Daytona 1963

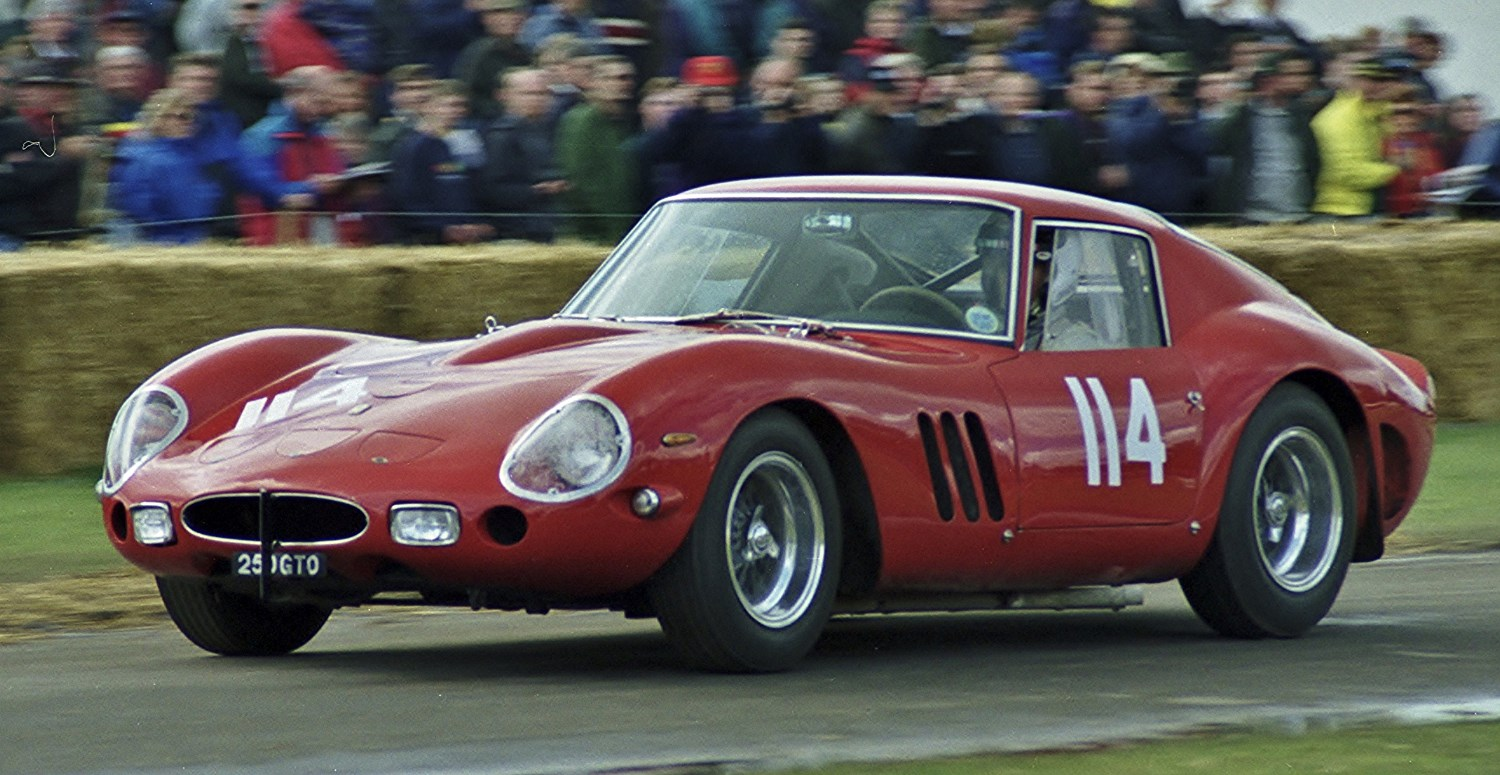
Ferrari 250 GTO

Das 3-Stunden-Rennen von Daytona 1963, auch Second Annual Daytona Continental 3-Hour Grand Touring Road Race, Daytona International Speedway, fand am 17. Februar auf dem Daytona International Speedway statt und war der erste Wertungslauf der Sportwagen-Weltmeisterschaft dieses Jahres.

## Das Rennen
Wie 1962 begann auch die Sportwagen-Weltmeisterschaft 1963 mit dem 3-Stunden-Rennen von Daytona. Das Rennen zählte zur GT-Wertung der Weltmeisterschaft und wurde von Pedro Rodríguez auf einem vom North American Racing Team gemeldeten Ferrari 250 GTO gewonnen.

## Ergebnisse

### Schlussklassement
| 1               | GT 3.0   | 18 | North American Racing Team | Pedro Rodríguez               | Ferrari 250 GTO                  | 81 |
| 2               | GT 3.0   | 29 | John Mecom                 | Roger Penske                  | Ferrari 250 GTO                  | 81 |
| 3               | GT + 5.0 | 11 | Grady Davis                | Dick Thompson                 | Chevrolet Corvette Sting Ray     | 78 |
| 4               | GT 5.0   | 99 | Shelby American            | Dave MacDonald                | Shelby Cobra                     | 77 |
| 5               | GT 2.0   | 15 | Porsche                    | Joakim Bonnier                | Porsche 356 B Carrera Abarth GTL | 77 |
| 6               | GT + 5.0 | 5  | Dixie Motor                | Johnny Allen                  | Chevrolet Corvette Sting Ray     | 76 |
| 7               | GT 2.0   | 14 | Porsche                    | Bob Holbert                   | Porsche 356 B Carrera Abarth GTL | 75 |
| 8               | GT 1.6   | 16 | Chuck Cassel               | Chuck Cassel                  | Porsche 356 B Carrera Abarth GTL | 75 |
| 9               | GT 1.3   | 70 | Abarth                     | Hans Herrmann                 | Abarth-Simca 1300 Bialbero       | 74 |
| 10              | GT 4.0   | 32 | B. S. Cunningham           | Augie Pabst                   | Jaguar E-Type                    | 73 |
| 11              | GT 1.6   | 77 | Bruce Jennings             | Bruce Jennings                | Porsche 356 B                    | 72 |
| 12              | GT 2.0   | 77 | Brumos Porsche             | Bill Bencker                  | Porsche 356 B Carrera 2          | 71 |
| 13              | GT 1.3   | 91 | Durant Swanson             | Ross Durant                   | Alfa Romeo Giulietta SZ          | 68 |
| 14              | GT 1.6   | 82 | John Norwood               | Charlie Kolb                  | Porsche 356 B Carrera            | 66 |
| 15              | GT 2.0   | 22 | North American Racing Team | Fireball Roberts John Cannon  | Ferrari 250 GTO                  | 65 |
| 16              | GT 1.3   | 48 | William Story              | William Story Ray Heppenstall | Lotus Elite                      | 64 |
| 17              | GT 2.5   | 52 | Cannon Auto                | Tony Mannino                  | Triumph TR3                      | 62 |
| 18              | GT 2.5   | 43 | Cannon Auto                | Dana Kelder                   | Triumph TR3                      | 62 |
| 19              | GT 1.6   | 33 | John Hill                  | John Hill                     | MGA Twin-Cam                     | 62 |
| 20              | GT 2.5   | 59 | Cannon Auto                | George Cornelius              | Triumph TR3                      | 59 |
| 21              | GT 3.0   | 26 | David Piper                | David Piper                   | Ferrari 250 GTO                  | 58 |
| 22              | GT + 5.0 | 19 | Tony Denman                | Tony Denman                   | Chevrolet Corvette               | 57 |
| 23              | GT 5.0   | 97 | Shelby American            | Skip Hudson                   | Shelby Cobra 260 Mk.I            | 54 |
| 24              | GT 1.6   | 46 | Chuck Cassel               | Mike Kurkjian                 | Porsche 356 B Carrera            | 52 |
| 25              | GT 1.3   | 83 | John Norwood               | Paul Richards                 | Alfa Romeo Giulietta SZ          | 50 |
| 26              | GT 1.3   | 62 | Jesse Emerson              | Charlie Mathis                | Alfa Romeo Giulietta SZ          | 38 |
| Disqualifiziert |          |    |                            |                               |                                  |    |
| 27              | GT 4.0   | 31 | B. S. Cunningham           | Walt Hansgen                  | Jaguar E-Type                    | 75 |
| Ausgefallen     |          |    |                            |                               |                                  |    |
| 28              | GT 1.3   | 71 | Abarth                     | Mauro Bianchi                 | Abarth-Simca 1300 Bialbero       | 49 |
| 29              | GT 5.0   | 98 | Shelby American            | Dan Gurney                    | Shelby Cobra 260 Mk.I            | 48 |
| 30              | GT 2.0   | 63 | Russell Beazell            | Jere Mosiman                  | TVR Grantura                     | 46 |
| 31              | GT + 5.0 | 10 | Grady Davis                | Don Yenko                     | Chevrolet Corvette               | 44 |
| 32              | GT + 5.0 | 4  | Mickey Thompson            | Bill Krause                   | Chevrolet Corvette Sting Ray     | 41 |
| 33              | GT + 5.0 | 17 | Nickey Chevrolet           | Bob Johnson                   | Chevrolet Corvette               | 41 |
| 32              | GT + 5.0 | 1  | Ed Cantrell                | Ed Cantrell                   | Chevrolet Corvette               | 32 |
| 33              | GT + 5.0 | 6  | Dixie Motor                | Jef Stevens                   | Chevrolet Corvette               | 28 |
| 34              | GT + 5.0 | 7  | Alan Green                 | Jerry Grant                   | Chevrolet Corvette               | 26 |
| 35              | GT + 5.0 | 3  | Mickey Thompson            | Doug Hooper                   | Chevrolet Corvette Sting Ray     | 14 |
| 36              | GT + 5.0 | 9  | Ralph Salyer               | Ralph Salyer                  | Chevrolet Corvette               | 6  |
| 37              | GT 3.0   | 25 | Rosebud Racing Team        | Innes Ireland                 | Ferrari 250 GTO                  | 4  |
| 38              | GT + 5.0 | 50 | Ray Nichels                | Paul Goldsmith                | Pontiac Tempest                  | 3  |
| 39              | GT + 5.0 | 41 | Bob Brown                  | Bob Brown                     | Chevrolet Corvette               | 2  |
| 40              | GT 2.0   | 42 | Tom Kneebone               | Tom Kneebone                  | AC Ace                           | 1  |
| Nicht gestartet |          |    |                            |                               |                                  |    |
| 41              | GT + 5.0 | 8  | Dick Lang                  | Dick Lang                     | Chevrolet Corvette               | 1  |
| 42              | GT + 5.0 | 12 | Delmo Johnson              | Delmo Johnson                 | Chevrolet Corvette               | 2  |
| 43              | GT + 5.0 | 35 | Bill Eve                   | Don Evans                     | Chevrolet Corvette               | 3  |
| 44              | GT + 5.0 | 3T | Mickey Thompson            | Bill Krause                   | Chevrolet Corvette               | 4  |
| 45              | GT + 5.0 | 4T | Mickey Thompson            | Doug Hooper                   | Chevrolet Corvette               | 5  |

1 nicht gestartet
2 nicht gestartet
3 nicht gestartet
4 Trainingswagen
5 Trainingswagen

### Nur in der Meldeliste
Hier finden sich Teams, Fahrer und Fahrzeuge, die ursprünglich für das Rennen gemeldet waren, aber aus den unterschiedlichsten Gründen daran nicht teilnahmen.
| Pos. | Klasse | Nr. | Team                       | Fahrer         | Chassis               |
| ---- | ------ | --- | -------------------------- | -------------- | --------------------- |
| 46   | GT 3.0 | 23  | Mike Gammino               | Bob Grossman   | Ferrari 250 GTO       |
| 47   | GT 3.0 | 28  | North American Racing Team | Rodger Ward    | Ferrari 250 GTO       |
| 48   | GT 1.6 | 45  | Bruce Jennings             | Bruce Jennings | Porsche 356 B Carrera |

### Klassensieger
| Klasse   | Fahrer          | Fahrzeug                         | Platzierung im Gesamtklassement |
| -------- | --------------- | -------------------------------- | ------------------------------- |
| GT + 5.0 | Dick Thompson   | Chevrolet Corvette Sting Ray     | Rang 3                          |
| GT 5.0   | Dave MacDonald  | Shelby Cobra                     | Rang 4                          |
| GT 4.0   | Augie Pabst     | Jaguar E-Type                    | Rang 10                         |
| GT 3.0   | Pedro Rodríguez | Ferrari 250 GTO                  | Gesamtsieg                      |
| GT 2.5   | Tony Mannino    | Triumph TR3                      | Rang 17                         |
| GT 2.0   | Joakim Bonnier  | Porsche 356 B Carrera Abarth GTL | Rang 5                          |
| GT 1.6   | Chuck Cassel    | Porsche 356 B Carrera Abarth GTL | Rang 8                          |
| GT 1.3   | Hans Herrmann   | Abarth-Simca 1300 Bialbero       | Rang 9                          |

### Renndaten
- Gemeldet: 48
- Gestartet: 40
- Gewertet: 26
- Rennklassen: 8
- Zuschauer: 9000
- Wetter am Renntag: warm und trocken
- Streckenlänge: 6,132 km
- Fahrzeit des Siegerteams: 3:00:38,000 Stunden
- Gesamtrunden des Siegerteams: 81
- Gesamtdistanz des Siegerteams: 494,551 km
- Siegerschnitt: 164,272 km/h
- Pole Position: unbekannt
- Schnellste Rennrunde: unbekannt
- Rennserie: 1. Lauf zum Sportwagen-Weltmeisterschaft 1963